# Trilby (film 1908)
Trilby è un cortometraggio muto del 1908 diretto da Viggo Larsen. Sceneggiato da Arnold Richard Nielsen, si basa su Trilby, romanzo di George L. Du Maurier pubblicato nel 1894.

## Distribuzione
Il film - un cortometraggio di 150 metri - fu presentato in prima al Kosmorama di Copenaghen il 10 maggio 1908.